# Institut für Umformtechnik Lüdenscheid
Das Institut für Umformtechnik (IFU) in Lüdenscheid, mit vollem Namen Institut für Umformtechnik der Mittelständischen Wirtschaft GmbH, ist ein privatwirtschaftlich organisiertes Institut für wissenschaftliche und technische Beratung vor allem der Kleineisenindustrie und war ursprünglich vorwiegend für den Raum Lüdenscheid und Umgebung gedacht. Das Institut selbst liegt im Stadtteil Grünewald und grenzt direkt an die Stadtteile Innenstadt und Knapp an.
Das IFU ist ein angegliedertes Institut der Fachhochschule Südwestfalen.
Der Trägergesellschaft gehören derzeit (Juni 2007) 46 Unternehmen und Verbände an, darunter auch die Fachhochschule Südwestfalen.